# Trichophysetis diplogrammalis
Trichophysetis diplogrammalis is een vlinder van de familie van de grasmotten (Crambidae), uit de onderfamilie van de Glaphyriinae. De wetenschappelijke naam van deze soort is voor het eerst voorgesteld als Hendecasis diplogrammalis door George Francis Hampson in een publicatie uit 1906.
De soort komt voor in Indonesië (Bali).